# Бех
Бех (на люксембургски: Gemeng Bech) е община в Люксембург, окръг Гревенмахер, кантон Ехтернах.
Има обща площ от 23,31 км². Населението ѝ е 1003 души през 2009 година. Неин административен център е село Бех.

## Състав
Общината се състои от 10 села:
- Алтриер (Altréier, Op der Schanz)
- Бех (Bech)
- (Blummendall)
- (Geieschhaff)
- (Grolënster, Groeknapp)
- (Hemstel, Hemstal)
- (Heeschbrech, Hersberg)
- (Kuebebur)
- (Rippeg, Rippig)
- (Zëtteg, Zittig)